# Automeris fabricii
Automeris fabricii é uma espécie de mariposa do gênero Automeris, da família Saturniidae.